# Odynerus scottianus
Odynerus scottianus är en stekelart som beskrevs av Giordani Soika. Odynerus scottianus ingår i släktet lergetingar, och familjen Eumenidae. Inga underarter finns listade i Catalogue of Life.